# Udranomia
Udranomia is een geslacht van vlinders van de familie dikkopjes (Hesperiidae), uit de onderfamilie Eudaminae.

## Soorten
- U. eurus (Mabille & Boullet, 1919)
- U. kikkawai (Weeks, 1906)
- U. orcinus (Felder & Felder, 1867)
- U. spitzi (Hayward, 1942)